# Estação Ferroviária de Praia do Ribatejo

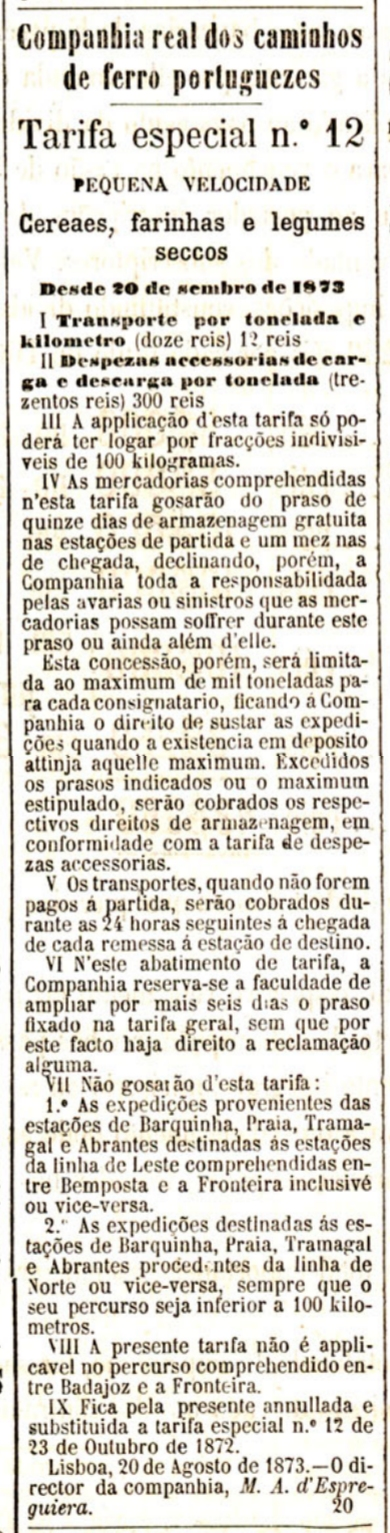
Anúncio de 1873 da Companhia Real. A estação de Praia do Ribatejo surge apenas como Praia.

A estação ferroviária de Praia do Ribatejo, também conhecida como Praia do Ribatejo - Constância e por vezes abreviadamente como Praia Ribatejo ou apenas (e originalmente) como Praia, é uma interface da Linha da Beira Baixa, que serve a localidade de Praia do Ribatejo, no Distrito de Santarém, em Portugal.

## Descrição

### Localização e acessos
Esta interface tem acesso pela Rua Comendador Manuel Vieira da Cruz, junto à localidade de Praia do Ribatejo. Situa-se na confluência dos rios Tejo e Zêzere, na margem direita (Norte) de ambos, e perto da tríplice fronteira dos municípios de Constância, Chamusca, e Vila Nova da Barquinha, estando situada neste último; dista cerca de um quilómetro da localidade nominal, e pouco mais do dobro desta distância do centro de Constância (Rua da Cinza).

### Caraterização física

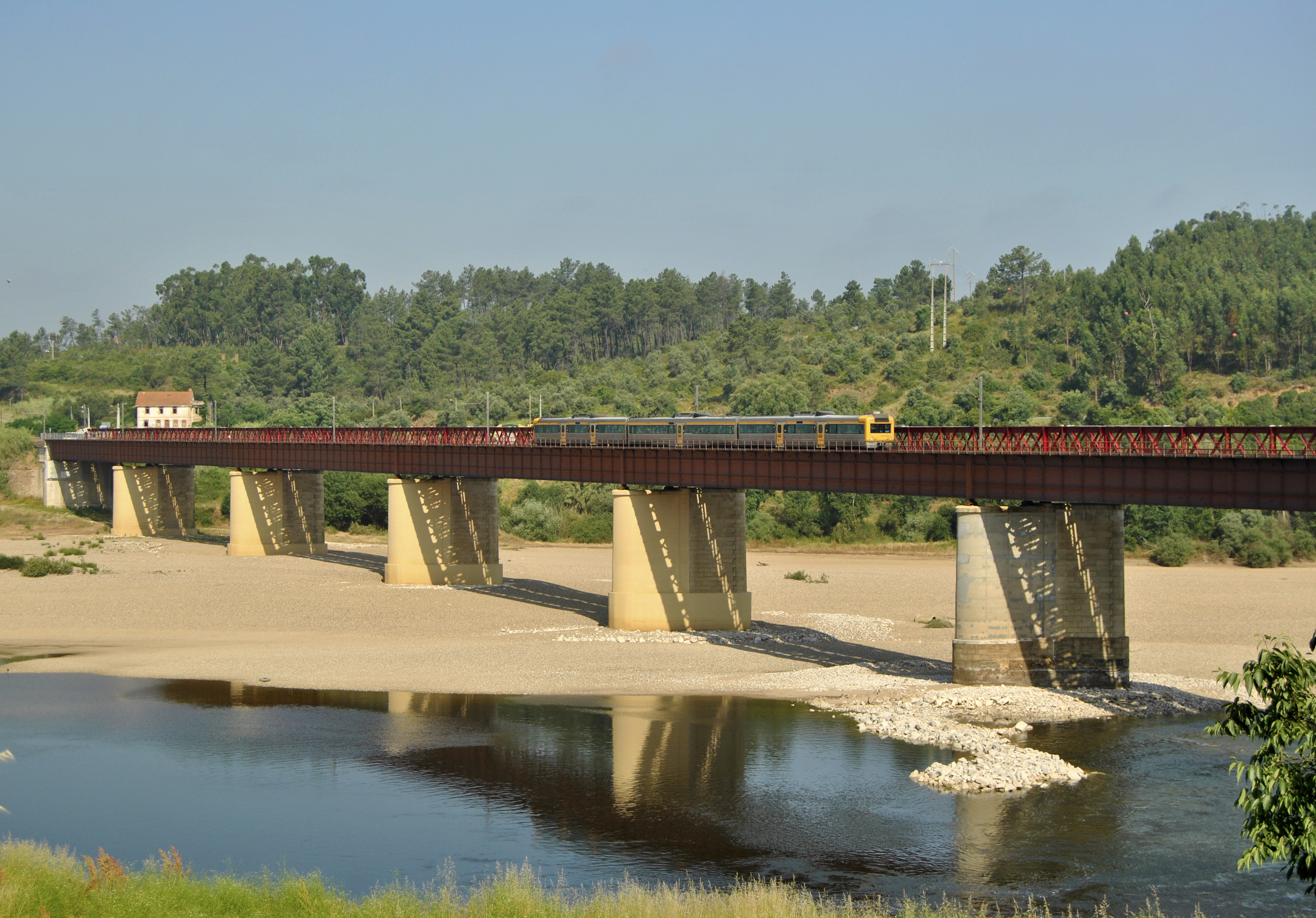
Automotora da série 2240 em serviço regional em 2014, passando na Ponte da Praia do Ribatejo, imediatamente contígua a leste da estação da Praia do Ribatejo.

Esta interface apresenta duas vias de circulação, identificadas como I e III, com 487 e 572 m de extensão e acessíveis por plataforma de 246 m de comprimento e 45 cm de altura; existem ainda três vias secundárias, identificadas como II, IV, e V, com comprimentos de 428 a 130 m; todas estas vias estão eletrificadas em toda a sua extensão.

### Serviços
Em dados de 2023, esta interface é servida por comboios de passageiros da C.P. de tipo regional, tipicamente com cinco circulações diárias em cada sentido, entre Entroncamento e Guarda, Castelo Branco, ou Covilhã; diariamente passam sem parar nesta interface três circulações, em cada sentido, de tipo intercidades.

## História
A estação encontra-se no troço entre Santarém e Abrantes, que foi aberto em 1 de Julho de 1861, sendo considerado nessa altura como parte da Linha do Leste.
Em 1913, a estação de Praia estava ligada a várias carreiras de diligências até Constância, Montalvo, Amoreiras e Rio de Moinhos.
Em 1920 a localidade vizinha até então denominada Paio de Pele tomou o nome de Praia do Ribatejo, posteriormente oficializado com a criação da freguesia homónima a 9 de setembro de 1927.

Em Janeiro de 2011, esta estação contava oficialmente com três vias de circulação, uma delas entretanto reclassificada como secundária, mas sem alterações a registar na plataforma; as designações das cinco vias nominais mantêm-se desde pelo menos 1972.